# Naples Foot-Ball Club
Il Naples Foot-Ball Club, noto anche come Naples FBC o più brevemente come Naples (AFI: /ˈneɪpəlz/), fu una società calcistica italiana fondata a Napoli nel 1905.
Nel 1922 per esigenze di carattere finanziario, si fuse con l'Internazionale Napoli dando così vita al "Foot-Ball Club Internazionale-Naples", meglio noto come FBC Internaples.

## Storia

### I primi anni (1905-1907)
Secondo la storiografia tradizionale, il Naples Cricket & Foot-Ball Club sarebbe stato fondato verso la fine del 1904 dall'ingegnere Amadio Salsi, affiancato dall’inglese William Poths, quest'ultimo un marinaio inglese impiegato nell'agenzia marittima Cunard Line (compagnia commerciale che aveva gli uffici al porto) nonché giocatore di calcio dilettante, con l'aiuto dell'ingegnere napoletano Emilio Anatra. Poths era stato trasferito nel 1903: con sé aveva portato molte delle sue abitudini inglesi e una passione straordinaria per il football, che in madre patria giocavano dal 1847 e che oramai stava prendendo piede in tutta Europa. La tradizione vuole che l'atto costitutivo del Naples Foot-Ball & Cricket Club sarebbe avvenuta nel corso di una riunione tenutasi in via San Severino 43, presso la pizzeria di Guglielmo Matacena, a cui avrebbero partecipato, oltre a Poths, il genovese Hector Bayon e i napoletani Conforti, Salsi e Catterina. Diversi incontri, tra la fine del 1904 e l'inizio del 1905, si sarebbero svolti in Piazza Latilla 6, alla Pignasecca (oggi Piazza D'Ovidio), dove era solito recarsi un altro socio fondatore, il medico Ernesto Bruschini. Nel 1906 sarebbe stato tolto il Cricket dalla denominazione, divenendo semplicemente Naples Football Club.

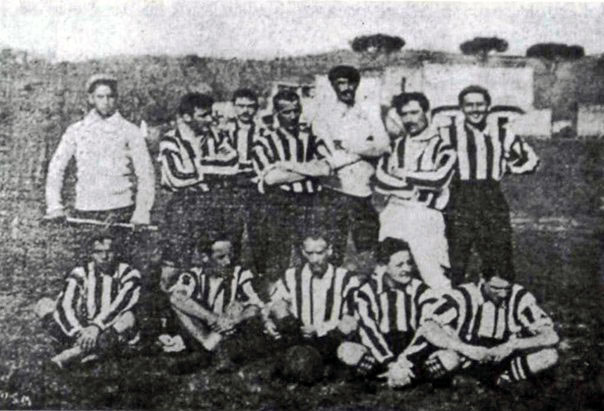
Una formazione del Naples nel 1906.

Ricostruzioni più attendibili posticipano la nascita ufficiale del Naples al 1905. Inizialmente la squadra si sviluppò come sezione calcistica del Reale Club Canottieri Italia, sodalizio di canottieri e velisti fondato nel 1889, salvo poi distaccarsene. La sezione calcio della Canottieri Italia fu fondata nel mese di novembre e aveva sede a Santa Lucia Nova, dove furono disputate le sue prime partite ai primi di dicembre; fu nominato presidente provvisorio della sezione Delfino Giolino. Nel febbraio 1906, inoltre, La Gazzetta dello Sport riporta che la sezione assunse il nome Naples Foot-Ball Club, e che i membri del consiglio direttivo provvisorio furono Guido Fiorentino, Roberto Sarlo, Hector Mario Bayon, Arturo Kernot e Giolino. Il primo presidente fu Fiorentino, eletto nel marzo 1906; in quelle stesse elezioni, i cui risultati furono pubblicati dalla Gazzetta, furono eletti vicepresidente Giuseppe Algranati, cassiere Roberto Sarlo, consiglieri Canova, Cambiaso e Jackson; Jackson fu nominato capitano della prima squadra mentre Cambiaso fu nominato capitano delle riserve. Altro socio fondatore del Naples fu Luigi Salsi, che diede il nome al primo trofeo calcistico della città, la Coppa Salsi (messa in palio a partire dal 1909). La divisa della squadra era celeste come il cielo e azzurra come il mare, a strisce verticali, su calzoncini neri.
Fino al 1912 il Naples non partecipò al Campionato nazionale al quale erano iscritte solo le squadre del Nord Italia. Nei primi anni vinse comunque alcune competizioni minori fra le quali due Coppe Lipton (nel 1909 e nel 1911), conquistate entrambe battendo in finale il Palermo, la Coppa Salsi, conquistata sconfiggendo altre squadre campane, e la Coppa Noli da Costa (Pasqua 1914) battendo la Roman e la livornese "Virtus Juventusque". Il Naples, nei primi anni, era costituito soprattutto da elementi stranieri, soprattutto inglesi, anche se non mancavano in quella squadra giocatori italiani competitivi: in particolare l'ala destra Michele Scarfoglio era descritto dalla stampa come abile nel dribbling e spesso decisivo nelle vittorie della squadra; viene fatto l'esempio di una partita contro la Lazio (9 aprile 1911), in cui Scarfoglio, con delle combinazioni con Léon Chaudoir, permise a quest'ultimo di segnare una tripletta; altro giocatore essenziale per la squadra era Carlo Garozzo, egiziano di nascita, ma di origini italiane, e Gaetano Del Pezzo, educato in Svezia, oltre a Fritz Giannini, valoroso cannoniere. Grazie a questi ottimi elementi, il Naples divenne la squadra più competitiva della città partenopea, surclassando spesso nelle pelouses di Bagnoli le altre squadre cittadine (fondate tra il 1907 e il 1910), ovvero l'Audace, l'Elios, la SS Napoli e la Juventus; spesso le altre squadre partenopee, per avere maggiori speranze di poter aver meglio sul Naples, univano le proprie forze costituendo una selezione unificata dei loro migliori elementi; spesso però anche questa selezione aveva comunque la peggio sul Naples.

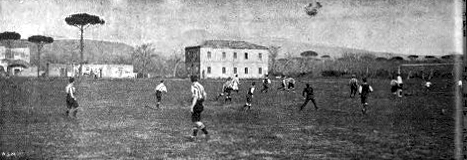
L'amichevole tra Naples e Cedric disputata nel dicembre 1906.

Fin dal 1906, la società cominciò a disputare le proprie partite al "campo dei Bagnoli", in una zona periferica della città, difficile da raggiungere. Nel settembre 1906 il Naples divenne la prima compagine centromeridionale ad affiliarsi alla FIF (la federcalcio dell'epoca). Nel dicembre 1906 il Naples disputò partite amichevoli contro gli equipaggi delle navi inglesi Cedric e Suffolk. La formazione del Naples schierata contro il Cedric era la seguente: Ovidi; Giolino e Potto (probabilmente Potts); Bianchi, Jackson e Maier; Conforti, Giannini, Lattanzio, M. Scarfoglio e Bayon. Nel gennaio 1907 rinunciò a iscriversi ai campionati ufficiali FIF. Il redattore de La rassegna sportiva motivò ciò con il fatto che il Naples FBC era l'unica società meridionale affiliata alla FIF, pertanto, iscrivendosi, avrebbe dovuto sobbarcarsi spese di trasferta molto ingenti, poiché tutte le squadre iscritte ai tornei erano residenti nell'Italia Settentrionale, a meno di non dover di fatto trasferire la propria sede nell'Alta Italia, il che sarebbe stato di grande svantaggio per i giocatori, i quali avevano altri lavori e praticavano il calcio solo per divertimento, non certo come professione remunerativa. Il redattore de La rassegna sportiva si augurò che la FIF avrebbe indetto un campionato dell'Italia Settentrionale, un campionato dell'Italia Centrale e un campionato dell'Italia Meridionale con finali nazionali tra i tre campioni per il titolo di Campione d'Italia, in modo da risolvere il problema delle spese di trasferta, che impediva di fatto al Naples di prendere parte ai campionati FIF.
Il Naples, nel corso del 1907, disputò alcune amichevoli, anche con squadre romane. Il 1º aprile 1907, sul campo Piazza d'Armi di Roma, si disputò l'amichevole con la Virtus di Roma, con in palio una coppa messa in palio dalla squadra di casa, e arbitrata da Ancherani della Lazio. Il Naples, stanco per il lungo viaggio (ben sei ore di ferrovia), dopo essersi portato in vantaggio, subì poi la rimonta della Virtus, soccombendo per 2-1. Il 12 giugno 1907, nella pelouse di Bagnoli, si disputò, alle ore 17, l'amichevole con il Roman, arbitrato da Stevens del FC Messina. Per rendere più interessante la partita il Naples mise in palio una coppa che sarebbe spettata al vincitore dell'incontro. Il Naples si portò immediatamente in vantaggio grazie a una rete del capitano Jackson. Il Naples si portò rapidamente sul 3-0 grazie anche a una rete di Bayon e a un autogol del giocatore del Roman Telfeuer, risultato con cui si concluse il primo tempo. Il Naples fu costretto però a giocare il secondo tempo in dieci a causa dell'infortunio di Pratt, e il Roman ne approfittò accorciando le distanze fino al 3-2. Il Naples tentò a questo punto di segnare un gol che avrebbe messo al sicuro la vittoria, con numerosi tiri di Jackson, Pratt, Bayon, tutti parati dal portiere del Roman Serventi. Nei minuti finali infine il Naples riuscì a siglare con Greaves il gol del definitivo 4-2. Il Naples schierò in campo: Saltmarsche; Hay, Little; Cambiaso, Bianchi, Giolino; Pratt, Potts, Jackson, Greaves, Bayon.
Nell'autunno 1907 si unì alla contestazione delle grandi società "spurie internazionali" (cioè composte prevalentemente da stranieri) contro la politica autarchica della FIF, che intendeva escludere dal campionato italiano i calciatori stranieri, dirottandoli in un campionato parallelo detto "federale" aperto a tutte le nazionalità. Opponendosi a tale deliberazione della FIF (Federazione Italiana Foot-Ball, l'odierna FIGC), il Naples, per protesta, abbandonò l'assemblea federale insieme a un'altra squadra minore, il Libertas, e alle Grandi Milan, Genoa e Torino, pur non partecipando ai campionati ufficiali della FIF (ovvero la FIGC) e dunque non essendo direttamente danneggiata dalla politica autarchica federale.
Nel novembre 1907 il Naples ricevette dal Comando della Divisione militare il divieto di giocare nel campo di Bagnoli. Nel dicembre 1907 il Naples risultava ancora in inattività, sembra per la negligenza del Consiglio Direttivo, mentre nel frattempo a Napoli veniva fondata la SS Napoli, una società di calcio costituita soprattutto da giocatori italiani, ed erano emersi rumour sulla possibilità di scissione da parte di alcuni dei soci del Naples per costituire un club costituito da giocatori stranieri, cosa che effettivamente sarebbe successa, ma nell'autunno 1911. Il 19 dicembre 1907 si tenne l'assemblea generale del Naples; l'inoperosità del consiglio direttivo causata dalla mancanza di campo aveva generato il malcontento di alcuni soci che in segno di protesta avevano intenzione di fondare un nuovo club, ma la minaccia rientrò in seguito alle rassicurazioni del consiglio direttivo uscente. Il consiglio direttivo fu comunque costretto a dimettersi in massa, e fu deciso all'unanimità da parte dell'assemblea di eleggere un triumvirato composto dal cassiere Henry Saltmarshe, dal segretario Hector Bayon e dal capitano William Potts. Nel frattempo, però, il club aveva dovuto subire la perdita di giocatori di talento: alla partenza di Leuft e Maier, ex giocatore del Genoa, seguì infatti quella di Bianchi, ritornato al Milan, del marchese Cambiaso, ex attaccante della Torinese, che laureatosi in ingegneria, decise di lasciare Napoli, di Pratt, ritornato in Inghilterra, ma soprattutto del Capitano Peter Jackson, campione della First Union di Newcastle, che con tanta diligenza aveva istruito i suoi compagni di squadra fin dalla fondazione del Naples, e che ora era richiamato in Inghilterra per impegni professionali.

### I primi campionati ufficiali e le due Coppe Lipton (1908-1911)
Agli inizi del 1908 Naples e SS Napoli, da poco tempo regolarmente affiliati alla FIF, fecero richiesta per l'istituzione di un campionato regionale campano di Seconda Categoria organizzato dalla FIF al quale potessero iscriversi. La FIF decise di istituire per la prima volta il campionato campano di Terza Categoria, al quale il Naples si iscrisse insieme ad altre società partenopee, debuttando così in una competizione organizzata dalla FIF. Nel frattempo, agli inizi del 1908, era stata fondata una nuova società partenopea, l'Open Air. Nel marzo 1908 cominciò il Campionato Campano di Terza Categoria al quale, oltre al Naples, presero parte anche Open Air, SS Napoli e SC Audace. Il 22 marzo 1908 il Naples debuttò in tale campionato affrontando la SS Napoli: passato in svantaggio in modo fortunoso a causa di una mischia in area, nella ripresa il Naples si fiondò all'attacco, riuscendo infine a pareggiare su rigore e infine segnando con un tiro di Cremonini un gol che però non fu concesso perché l'arbitro non si accorse che prima della parata del portiere avversario, Buonanno, la palla aveva varcato completamente la linea di porta; in seguito a questa azione contestata, il capitano della SS Napoli, Matacena, cambiò ruolo diventando portiere al posto di Buonanno; il Naples continuò ad attaccare ma Matacena riuscì a parare tutti i tiri, rivelandosi un discreto portiere, anche se troppo spericolato nelle uscite; la partita terminò così in parità. Il 29 marzo 1908 il Naples avrebbe dovuto disputare la propria seconda partita nel girone contro l'Open Air ma la partita non si disputò per la sospensione del campionato deciso dalla FIF in seguito agli incidenti della partita del 25 marzo 1908 tra Audace e SS Napoli. In questa partita, il capitano della SS Napoli, Matacena, sbagliò un rigore e fu espulso dall'arbitro per proteste, in quanto riteneva che la palla fosse entrata in rete e pretendeva che l'arbitro Bayon assegnasse il gol alla propria squadra; Matacena, in seguito all'espulsione, rifiutò di lasciare il campo, costringendo l'arbitro a sospendere la partita e a fare rapporto alla FIF, che decise pertanto di sospendere il campionato. Nell'aprile 1908, proprio a causa degli incidenti nella partita tra Audace e SS Napoli, la FIF annullò tutte le partite precedentemente disputate, stabilendo che il torneo si sarebbe svolto in semifinali e finale. Il 12 aprile 1908 si disputò la semifinale tra Naples e Open Air che fu vinta dal Naples per 15-0. Il Naples si qualificò così alla Finale da disputarsi il giorno 3 maggio 1908 contro la vincente dell'altra semifinale, SS Napoli-Audace. La Finale del 3 maggio tra Naples e SS Napoli terminò 1-1, e pertanto dovette essere ripetuta. Secondo alcune fonti, il 24 maggio il Naples vinse il torneo battendo in finale l'SS Napoli. Nel frattempo il socio del Naples, Luigi Salsi, mise in palio la Coppa Salsi, una Challenge triennale da disputarsi tra le società del Lazio e della Campania.
Nel maggio 1908 sul campo di Bagnoli si disputò una partita tra Naples e Lazio con in palio una Coppa d'argento: prevalse la Lazio per 3-1. Nel frattempo, sempre nel maggio 1908, si tennero le elezioni del consiglio direttivo del Naples, al termine delle quali Emilio Anatra venne eletto presidente, Luigi Salsi vicepresidente, Hector Bayon segretario, Henry Saltmarch cassiere, Vasco Fortunato direttore consigliere, Potts capitano della prima squadra, Delfino Giolino capitano della squadra italiana; furono poi eletti all'umaninimità soci benemeriti del club Hector Bayon e Guido Fiorentino. Nel frattempo, il Naples prese parte alle eliminatorie meridionali del torneo di calcio bandito dal SNEF: il 17 maggio, superando la SS Napoli per 5-0 e lo SC Audace per 7-0, si qualificò alla fase finale del torneo a Roma. Nel giugno 1908 il Naples prese parte al torneo di calcio bandito dal SNEF, al quale parteciparono anche Lazio, US Milanese e Juventus di Torino. Affrontò nella semifinale la Juventus di Torino che ebbe gioco facile ad imporsi sui partenopei con il punteggio di 6-0. Il torneo fu poi vinto inizialmente a pari merito da Juventus e US Milanese (che a sua volta si era imposta sulla Lazio per 6-0) dopo che la partita di finale terminò 1-1 (anche se poi l'organizzatore ci ripensò e ordinò la ripetizione della finale, che fu vinta dall'US Milanese). Il 4 giugno 1908 avrebbe dovuto disputarsi la partita di ritorno tra Lazio e Naples ma la Lazio rifiutò di presentarsi perché mancante di giocatori a disposizione. In seguito la Lazio precisò che se non si presentò in campo fu perché non fu preavvisata in tempo utile, e assicurò che era disposta a disputare la partita di ritorno, purché fosse preavvisata almeno cinque giorni prima.
Agli inizi del 1909 l'attività delle società partenopee era proceduta a rilento anche a causa del disastro che aveva colpito la Sicilia, il maremoto del 1908; il Naples nel frattempo avviava le pratiche per ottenere un nuovo campo al Vomero, che sarebbe stato più comodo da raggiungere rispetto a quello di Bagnoli. Nel dicembre 1908 il Naples vinse l'amichevole contro il RN Umberto I per 10-0. Nel frattempo ricominciò il Campionato Campano di Terza Categoria: il 21 marzo 1909 il Naples vinse la SS Napoli per 4-1, il 25 marzo 1909 l'Audace vinse per 1-0 contro la Juventus di Napoli, accedendo così alla finale regionale. Il 28 marzo 1909 il Naples vinse nell'altra semifinale l'Open Air per 2-0, e il 18 aprile si impose per 4-0 in finale sull'Audace, vincendo per il secondo anno consecutivo il campionato regionale di Terza Categoria.

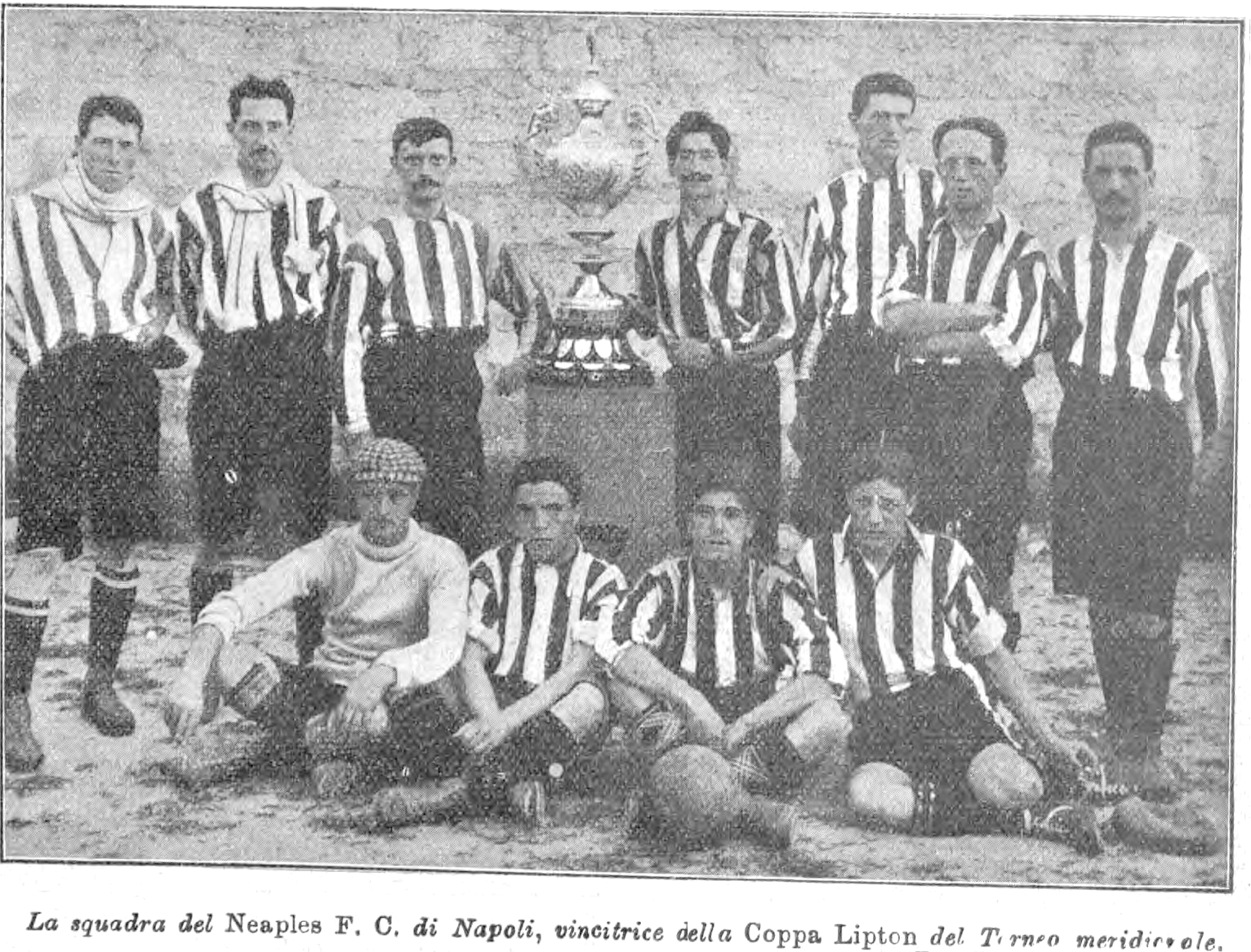
Il Naples vincitore della Coppa Lipton 1909.

Nell'aprile 1909 il Naples si aggiudicò la sua prima Coppa Lipton, challenge donata dal miliardario inglese Sir Thomas Lipton e organizzata dal Palermo. La finale fu appunto tra Naples e Palermo. Il Naples si qualificò direttamente alla finale in seguito ai forfait nelle eliminatorie della Lazio e del Bari, mentre il Palermo era uscito vincitore delle eliminatorie siciliane. La partita di Finale si disputò in casa del Palermo, ma fu il Naples a portarsi in vantaggio dopo pochi minuti con una rete di Potts; il Palermo si lanciò in attacco alla ricerca del pareggio e, sfruttando un'indecisione della difesa partenopea, Bonanni, su assist di Barbera, riuscì a segnare il gol del pareggio per il Palermo; il primo tempo terminò così 1-1, ma il secondo tempo cominciò con il Naples che prese il sopravvento, portandosi nel giro di pochi minuti addirittura sul 4-1 grazie a una tripletta di Stevens; gli ultimi minuti dell'incontro videro il Palermo lanciato all'attacco nel tentativo di rimonta, riuscendoci solo in parte grazie a una rete di Morra che portò il risultato sul 4-2; la partita terminò proprio con tale risultato e il Naples si aggiudicò così l'ambito trofeo.
Nel giugno 1909 il segretario del Naples, Lan, scoprì, leggendo La Stampa Sportiva, che la FIF aveva stabilito che il Naples avrebbe dovuto disputare a Roma il 13 giugno 1909 la finale del Campionato Federale di Seconda Categoria contro il Piemonte di Torino, senza che il Naples stesso fosse stato preavvisato dalla FIF. Il segretario del Naples reagì scrivendo una lettera alla FIF, nella quale si lamentava per il fatto che il Naples non fosse stato preavvisato, e chiedeva retoricamente alla FIF se, nell'imporre all'improvviso al Naples di disputare la finale contro il Piemonte, si fosse dimenticata che il Piemonte di Torino a quell'epoca era stato squalificato per tre mesi e pertanto, per regolamento, nessuna squadra poteva affrontarlo in quel periodo, pena la squalifica. La finale tra Naples e Piemonte non poté essere disputata a causa della squalifica del Piemonte. All'Assemblea Federale dell'ottobre 1909 fu risolta la questione tra Naples e Piemonte, con la decisione da parte della FIGC di proclamare il Piemonte Campione Federale di Seconda Categoria 1909.

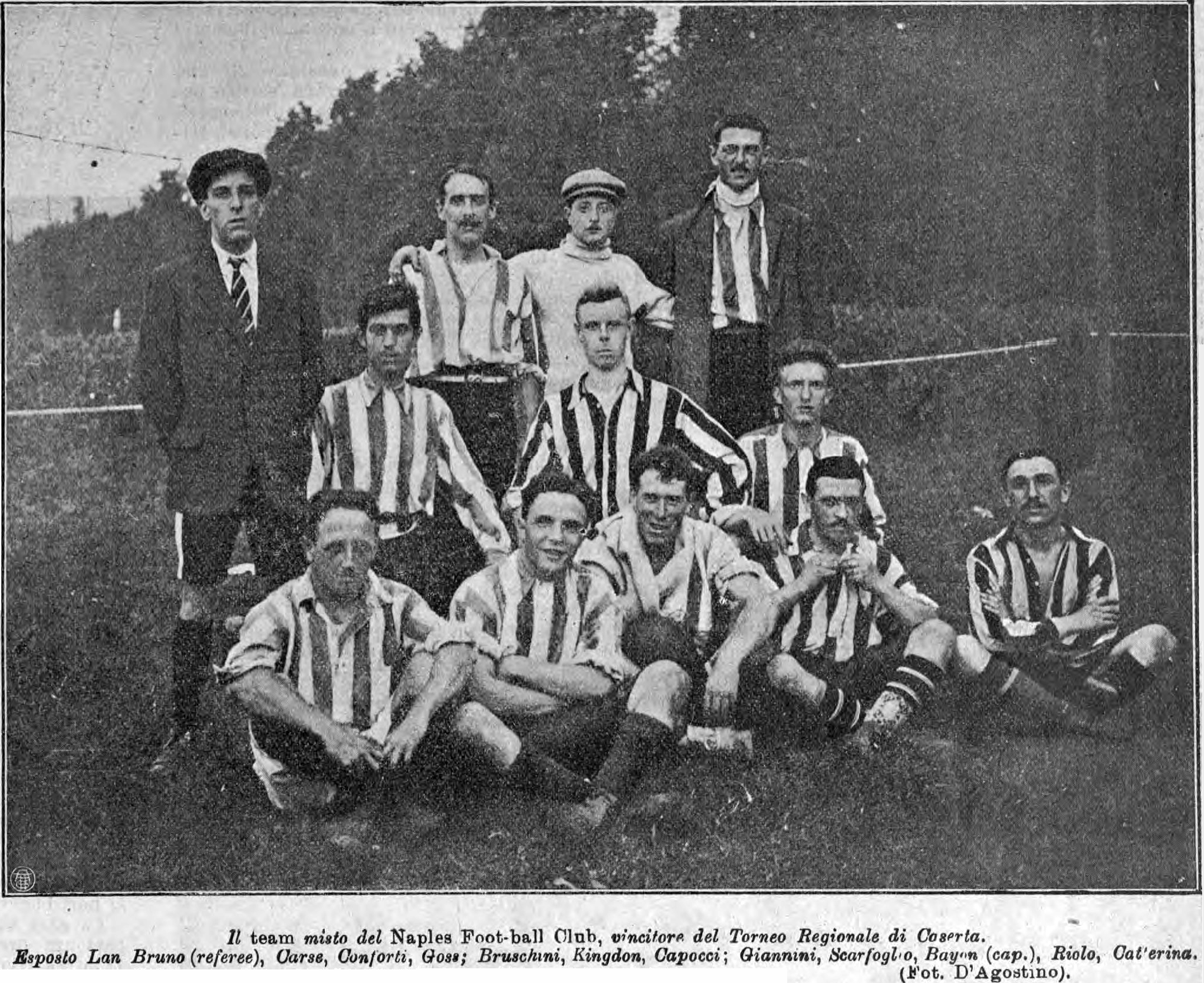
La formazione del Naples che prese parte al torneo regionale di Caserta.

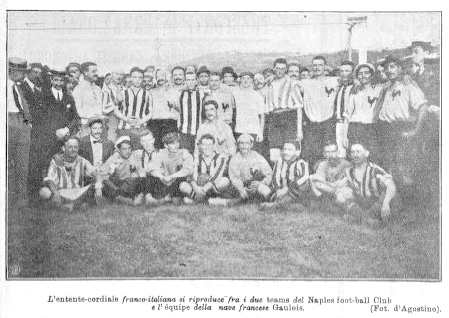
L'amichevole Naples-Galois del novembre 1909.

Nell'ottobre 1909 il Naples organizzò il torneo regionale di football a Caserta, al quale si iscrissero le tre squadre partenopee Naples, Open Air e Audace, e la squadra casertana del Robur; in seguito al forfait dell'Open Air, il torneo fu vinto dal Naples, che sconfisse nella prima partita l'Audace (7-0) e nella seconda partita la Robur (3-0), mentre nella terza partita per il secondo posto tra Audace e Robur, la Robur si ritirò dal campo per protesta contro l'arbitraggio, perdendo a tavolino l'incontro. Nel novembre 1909 sconfisse l'equipaggio della nave francese Gaulois per 7-1. Nel dicembre 1909 si aggiudicò la Targa Clescovich, sconfiggendo in semifinale il Robur di Caserta per 11-0 e in finale l'Audace per 9-0.
Nel frattempo, a partire dal 5 dicembre 1909, fu messa in palio per la prima volta la Coppa Salsi, donata dal vicepresidente del Naples, Luigi Salsi, e fabbricata dallo stabilimento Nelli di Firenze; il regolamento della Coppa Salsi era simile a quello della Coppa Frank Bryan, ma era riservata unicamente alle squadre italiane della IV e V sezione. Le gare di Coppa Salsi potevano aver luogo nel periodo tra il 1º dicembre e il 30 aprile, le gare dovevano avere luogo nella città di residenza del club detentore provvisorio della Coppa, e sul terreno da esso prescritto; il club che avrebbe vinto la Coppa nell'ultima gara di aprile, l'avrebbe conservata fino alla stagione successiva, in cui avrebbe dovuto accettare la prima sfida; la società, che avrebbe vinto più volte la Coppa entro il 30 aprile 1912, si sarebbe aggiudicato definitivamente il trofeo.
Nelle elezioni di dicembre 1909 furono eletti Emilio Anatra presidente del club, Luigi Salsi vicepresidente, Guido Caristo cassiere, Fritz Giannini segretario, Hector M. Bayon Direttore-consigliere; W. Potts fu riconfermato come capitano della prima squadra e come componenti della commissione sportiva furono eletti Michele Conforti, Delfino Giolino, Carlo Garozzo, Hubert Kingdon.

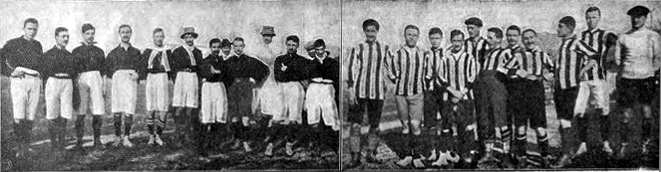
Naples-Bari 6-2 del 20 febbraio 1910.

Nel febbraio 1910 vinse il Campionato meridionale di Seconda Categoria, di marca F.I.G.C., che stando alle fonti finora pervenute sarebbe stata di fatto la prima competizione ufficiale interregionale nella storia del Calcio italiano, per il Sud Italia, battendo all'andata per 6-2 il Foot-Ball Club Bari e uscendone vincitore anche al ritorno per forfait dell'avversario. Nel marzo 1910 il Naples vinse la Coppa Città di Napoli, battendo per 7-1 l'Open Air.

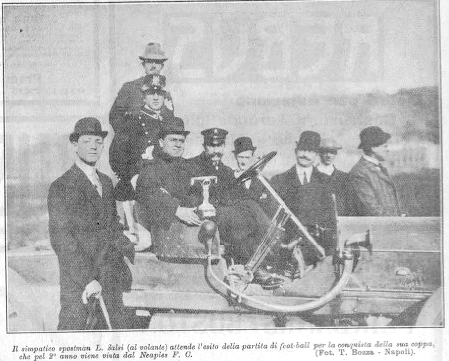
Luigi Salsi mentre assiste, al volante dell'auto, all'incontro di Coppa Salsi vinto alla fine dal Naples.

Nel marzo 1910 disputò la Coppa Salsi, una competizione simile, anche se molto meno importante, alla Palla Dapples. Lo Sport Club Audace di Napoli, appellandosi all'articolo 5 del regolamento della Coppa, cogliendo l'occasione che il Naples fosse impegnato a Palermo per la Coppa Lipton, gara non approvata dalla FIGC ma dalla quale il Naples aveva avuto però regolare autorizzazione, aveva sfidato il Naples per la Coppa Salsi in una partita da tenersi domenica 27 marzo 1910. Il Naples, preso alla sprovvista, fu costretto a schierare la seconda squadra e neppure al completo, essendosi alcuni elementi delle riserve aggregati alla prima squadra, in quanto alcuni titolari avevano defezionato per malattia. Il primo tempo si concluse sullo 0-0, con il Naples che perse l'opportunità di portarsi in vantaggio con un rigore fallito da Giolino; dopo cinque minuti di intervallo, cominciò il secondo tempo, e il Naples si lanciò in attacco, segnando un gol che però viene annullato per fallo di mano; anche il secondo tempo terminò 0-0, e, a causa del risultato di parità, la Coppa Salsi, per regolamento, rimase al detentore, il Naples.

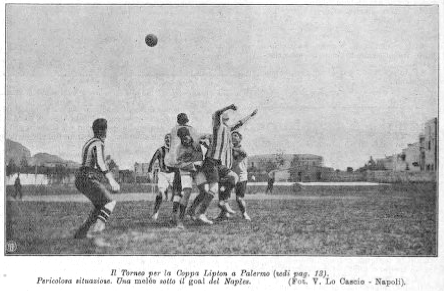
La Finale di Coppa Lipton 1910, persa contro il Palermo.

Nel frattempo, sempre il 27 marzo 1910, la prima squadra del Naples, decimata dall'assenza per malattia di alcuni dei suoi giocatori migliori, perse per 4-1 la finale di Coppa Lipton contro il Palermo: dopo un primo tempo conclusosi sullo 0-0, il Palermo nella ripresa dilagò segnando quattro gol di seguito e assicurandosi la vittoria, mentre il gol della bandiera del Naples fu siglato da Fallert.
Nel marzo 1911 vinse il Campionato meridionale di Seconda Categoria surclassando il Bari: dopo aver pareggiato la gara d'andata in trasferta, al ritorno in casa il Naples travolse di reti la squadra pugliese trionfando per 7-0. Nell'aprile 1911 cominciò nel frattempo il Campionato regionale campano, nella quale il Naples, dopo aver perso la prima partita contro la SS Napoli per 2-0, nella partita successiva ottenne una vittoria per 7-2 contro l'Audace. Sempre nell'aprile 1911 il Naples vinse a Bagnoli l'amichevole contro la Lazio per 3-1.
Il 26 marzo 1911 ottenne una vittoria di prestigio contro i marinai-giocatori della nave Arabik che pochi giorni prima avevano battuto a Genova la blasonata squadra del Genoa per 3-0: il Naples si impose per 3-2 con le reti di William Mc Pherson, Michele Scarfoglio e Léon Chaudoir. All'epoca la formazione del Naples era la seguente: Kock, Garozzo, Gaetano Del Pezzo, Little, lo svizzero Hasso Steinegger, Marin, Scarfoglio, McPherson, Chaudorir, Potts, Ostermann. Il 16 aprile 1911 il Naples vinse la sua seconda Coppa Lipton battendo il Palermo per 3-2 (secondo la Gazzetta dello Sport del giorno successivo, altre fonti riportano invece un risultato di 2-1 sempre in favore della squadra partenopea).

### La scissione e l'ammissione alla Prima Categoria (1911-1922)

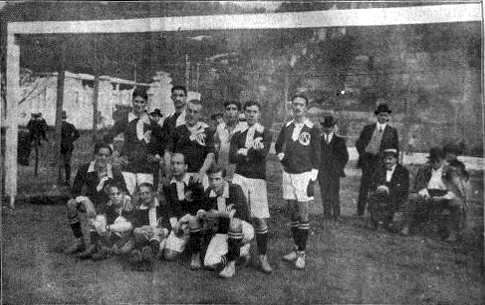
L'US Internazionale di Napoli, squadra nata nel 1911 in seguito a una scissione all'interno del Naples.

Poco prima dell'inizio della stagione agonistica 1911-12 a Napoli erano rimaste solo due società: Naples e Audace. Infatti, delle sei società pionieristiche che erano in attività a quell'epoca nella città partenopea, quattro finirono per cessare l'attività, ovvero Open Air, Elios, Sportiva Napoli e Juventus di Napoli. Nell'autunno 1911 avvenne poi una scissione all'interno del Naples: i giocatori di nazionalità straniera fuoriuscirono dalla squadra andando a formare una nuova società polisportiva, l'Unione Sportiva Internazionale di Napoli; la nuova società avrebbe prediletto gli sport atletici in generale e il calcio in particolare. Conseguenza di questa scissione fu il fatto che il Naples divenne una squadra costituita quasi esclusivamente da giocatori di nazionalità italiana. Non appena fondata, l'Internazionale di Napoli strinse immediatamente contratto con la società delle Terme di Agnano per uno spazioso campo di calcio provvisto di ampio chalet. Intenzione della nuova società era mettersi d'accordo con le più blasonate squadre del Nord Italia affinché scendessero a Napoli per giocare con l'Internazionale di Napoli in maniera da polarizzare nella popolazione partenopea quell'interesse per il calcio che nel meridione non aveva finora goduto della fortuna che tale sport godeva nel settentrione.
In seguito alla scissione, il Naples si indebolì considerevolmente, perdendo tutti gli elementi di origini straniere, nonché Michele Scarfoglio, richiamato in Libia; il Naples cercò di sostituire gli elementi di origini straniere con alcuni dei migliori giocatori provenienti dalla Juventus di Napoli, e la squadra fu completamente rivoluzionata: dei vecchi giocatori rimanevano solo Carlo Garozzo, Gaetano Del Pezzo e Giannini, mentre il resto della rosa era costituito da giocatori giovani provenienti dalle seconde squadre; acquisto notevole per la squadra fu però Casacchia, mediano sinistro, che abbandonò l'Audace di Napoli per andare a giocare nel Naples. La nuova squadra fu allenata da Capra, terzino del Torino, che in quel momento si trovava a Napoli per svolgere il servizio militare. Allenati da Capra, al primo confronto con l'Internazionale, il Naples ebbe la meglio vincendo grazie a una rete di testa di Pasquali nei minuti finali del primo tempo. Determinanti in quella partita per il Naples risultarono il portiere Guido Cavalli, il Casacchia e Paduli III, Dodero e Pasquali, oltre a Garozzo e Del Pezzo. Il Naples vinse anche le due successive partite con l'Internazionale di Napoli, che andò anche a perdere a Roma con il Roman; tuttavia, l'Internazionale riuscì a riprendersi da queste prime sconfitte, sconfiggendo a Napoli il Roman, e avendo la meglio sul Naples nel campionato di Seconda Categoria. Il Naples, senza più Capra ad allenarlo, perse le partite contro l'Internazionale, che si aggiudicò così il Campionato Campano di Seconda Categoria. Il Naples era ormai costituito unicamente da giocatori italiani, mentre l'Internazionale poteva contare su molti elementi stranieri, nonché addirittura su due giocatori italiani che erano stati in precedenza soci del Naples, ovvero Casacchia e Scarfoglio. L'undici del Naples era invece costituito da: Cavalli; Garozzo, Del Pezzo; Piazza Greco e Paduli Cesare; Dodero, Bruschini II, Picerno, Paduli Carlo e Pasquale. Il 17 marzo 1912 si disputò un'eliminatoria campana tra Naples e Internazionale di Napoli per decidere chi avrebbe affrontato il Palermo nella Finale di Coppa Lipton e prevalse il Naples (3-1) che però nell'atto decisivo incassò sei reti (a zero) dal Palermo, perdendo l'occasione di conquistare l'ambito trofeo. Nell'ottobre 1912 il Naples vinse l'Audace per 5-0, sul campo di Bagnoli.

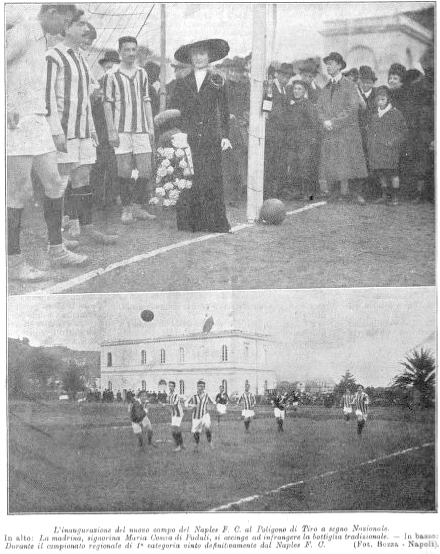
La partita di ritorno tra Naples e US Internazionale dell'eliminatoria campana del campionato 1912-13.

Nel frattempo all'Assemblea Federale del 31 agosto 1912 venne approvato il "progetto Valvassori-Faroppa", un piano di riforma dei campionati che tra le varie novità prevedeva l'ammissione, per la prima volta, al campionato di Prima Categoria (allora la massima serie) delle squadre del centro-sud. La Stampa scrisse: «Il rappresentante partenopeo, sig. Bayon, pronunciò una calorosa difesa dei clubs meridionali chiedendo che la Federazione madre venga finalmente in loro aiuto... L'ispirato discorso fu salutato da prolungati applausi. Col nuovo regolamento anche l'Italia meridionale avrà i suoi campionati regionali, e la squadra che avrà vinto le semifinali del Sud si incontrerà in due matches finali con la squadra vincitrice del girone finale del Nord». Le due squadre partenopee si affrontarono dunque in uno scontro fratricida nel Campionato Campano di Prima Categoria, disputatosi nel febbraio 1913, alla fine fu il Naples a uscirne vincitore grazie a due vittorie per 2-1 e 3-2. Prima dell'inizio della partita di ritorno, si festeggiò l'inaugurazione del nuovo campo di gioco del Naples, con madrina la nobildonna Maria Teresa Coscia di Paduli, figlia della Duchessa Coscia di Paduli, quest'ultima madre di tre giocatori del Naples, i tre fratelli Paduli. Dopo un primo tempo conclusosi sul 2-2, nella ripresa un gol su calcio di punizione trasformato dal danese Hansen consegnò la vittoria al Naples. Con questa vittoria il Naples si qualificò alla Finale Centro-Sud contro la Lazio. La partita d'andata si disputò sul campo di Bagnoli il 16 marzo 1913 e inizialmente fu dominata dal Naples che, dopo aver creato numerose potenziali occasioni pericolose, riuscì a portarsi in vantaggio nei minuti iniziali del secondo tempo; a questo punto, però, si ebbe la reazione della Lazio, che a pochi minuti dalla fine pervenne al pareggio e all'ultimo minuto riuscì addirittura a ribaltare il risultato, imponendosi per 2-1. Nella partita di ritorno, disputatasi a Roma il 30 marzo 1913, il Naples non riuscì ad ottenere meglio di un pareggio per 1-1, che, in virtù della sconfitta casalinga all'andata, ne cagionò l'eliminazione dal torneo. Nella stagione successiva l'Internazionale si prese la rivincita eliminando il Naples sempre nella semifinale centrosud prima di perdere la finale centrosud contro la Lazio. Le due squadre si affrontarono ancora una volta nelle semifinali centrosud nel 1915, ma queste non furono mai completate perché il torneo venne sospeso a causa dell'entrata in guerra dell'Italia nella prima guerra mondiale.
Finita la guerra, nel 1919 il campionato riprese. Rispetto all'ultimo campionato il numero delle squadre partecipanti aumentò a dismisura soprattutto nel nord. Anche il numero di squadre campane partecipanti al campionato aumentò di molto; se nella stagione 1914-15 le squadre campane partecipanti erano solo due (il Naples e l'Internazionale) nel 1919 le squadre campane partecipanti erano ben sei. Oltre alle due rivali partenopee, si iscrissero Puteolana, Pro Napoli, Pro Caserta e Bagnolese (quest'ultima fu ammessa nel girone campano della Prima Categoria, ma si ritirò prima del suo inizio a calendario già compilato). Negli anni dal 1919 al 1922 il Naples non brillò venendo di solito eliminata nel girone campano. Solo nella stagione 1920-1921 riuscì a raggiungere le semifinali interregionali venendo eliminato dal Livorno.
Nell'ottobre 1922 le due compagini attuarono una nuova fusione, resa necessaria da esigenze di carattere finanziario, dando così vita al "Foot-Ball Club Internazionale-Naples", meglio noto come FBC Internaples.
Alcuni soci contrari alla fusione fondarono allora lo Speranza, il quale, dopo aver disputato alcuni campionati regionali minori (classificandosi terza nel Girone A della Seconda Divisione Campana 1923-1924 e quarta nel Girone A della Terza Divisione Campana 1924-1925), nell'estate 1925 cambiò denominazione in Naples, con l'intento di proseguirne la storia, tanto che a metà febbraio 1926 festeggiò il ventennale con un veglione in maschera. Dopo un solo campionato (terzo posto in Seconda Divisione Campana 1925-1926), tuttavia, il club non si iscrisse a nessun campionato per difficoltà finanziarie. Rimase comunque formalmente affiliato al Direttorio Regionale Campano della FIGC per altre due stagioni, come testimoniano i comunicati ufficiali che lo inseriscono tra le società sospese dalla disputa di amichevoli o a rischio di radiazione per non aver pagato le tasse di affiliazione. L'8 maggio 1928 il Direttorio Federale lo radiò.

## Colori e simboli

### Colori
I colori sociali erano l'azzurro e il celeste, ispirati, rispettivamente, al mare e al cielo di Napoli
Il Naples vestiva una casacca a strisce verticali azzurre e celesti, mentre calzoncini e calzettoni erano neri, sebbene, dalla documentazione fotografica disponibile, sia possibile osservare anche l'utilizzo di calzoncini bianchi.

### Simboli ufficiali

#### Stemma
Lo stemma del Naples, il cui sfondo, richiamava il template delle proprie maglie, a strisce azzurre e celesti, recava, adagiata al centro, la sigla FBC in maiuscolo, a sua volta sovrapposta da una «n» minuscola che abbracciava e si intersecava con le altre lettere; il carattere usato era ricco di grazie e finemente decorato, il colore adoperato era l'oro.

## I campi di gioco
Il Naples giocò le sue partite interne in diversi campi di gioco. Le sue prime partite si disputarono nel dicembre 1905 a Santa Lucia Nova. Dal 1906 al 1912 giocò nel "campo dei Bagnoli", nei pressi di via Campegna e della Cupa del Poligono, a circa 200 metri dal tuttora esistente Poligono di tiro a segno. La zona era alquanto periferica, difficilmente raggiungibile dalla maggioranza dei tifosi. All'epoca non si pagava il biglietto. Nel 1909 sembrò che il Naples fosse in procinto di trasferirsi al Vomero, più comodo da raggiungere rispetto a quello di Bagnoli, ma di fatto continuò a giocare al "campo dei Bagnoli" in via Campegna.
Il 26 gennaio 1913 fu inaugurato il nuovo campo del Naples, il "Campo del Poligono", nella stessa zona in cui era situato il campo precedente. Si cominciò a pagare il biglietto, riscosso nell'intervallo tra primo e secondo tempo da un rappresentante del Naples. Il Naples continuò a giocare al Poligono di tiro a segno nazionale "Vittorio Emanuele III" fino alla fusione con l'Internazionale avvenuta nell'ottobre 1922.

## Palmarès

### Competizioni sovra regionali
- Seconda Categoria: 2 [67]

1909-1910, 1910-1911

### Competizioni regionali
- Terza Categoria: 2

1908, 1909

### Altri piazzamenti
- Prima Categoria

secondo posto nella sezione centro-meridionale: 1912-1913

### Competizioni non ufficiali
- Coppa Lipton: 2

1909, 1911
- Coppa Salsi: 1

1910
- Coppa Noli da costa: 1

1913-1914
- Coppa internazionale: 1

1915-16